# Дель Кастильо, Марк
Марк дель Касти́льо (англ. Mark del Castillo; род. Браунсвилл, штат Техас, США) — американский гитарист, вокалист, композитор, автор песен. Один из основателей и участник группы Del Castillo.

## Биография
Марк дель Кастильо вырос в долине реки Рио-Гранде, в городе Браунсвилл (Техас). Вдохновленный талантом и успехами своего старшего брата, Рика дель Кастильо, он самостоятельно начал учиться игре на гитаре в возрасте 14 лет. Марк не занимался гитарой профессионально до 1990 года, когда он поступил в Университет Техаса в Браунсвилле. Там он изучал теорию музыки, сольфеджио, практику игры на гитаре, а также присоединился к латин/джаз-банду университета.
В 1991 Марк дель Кастильо стал участником музыкальной группы под названием Kickstart и начал создавать себе репутацию гитариста. После более трех лет выступлений в составе Kickstart Марк покинул группу, чтобы продолжить образование в колледже медико-биологических наук Техасского сельскохозяйственного и инженерного университета. Во время обучения в колледже он вместе с несколькими друзьями-студентами основал музыкальную группу под названием Vivid. В 1996, выпустившись из колледжа, Марк и Vivid переехали в Остин (Техас) и начали регулярно выступать с концертами на знаменитой 6й Стрит, в различных других городах Техаса, и даже в Европе.
Играя в группе Vivid, Марк присоединился к рок-группе под названием Milhouse, где впервые познакомился с Майком Зеоли (ударником группы Del Castillo). Первый CD группы Milhouse был записан и выпущен братом Марка, Риком дель Кастильо. В этом альбоме Марк продемонстрировал своё мастерство игры на испанской гитаре в сочиненной им инструментальной композиции под названием «Para Mija Linda». Посвященная его будущей жене, эта песня вдохновила Марка на дальнейшее написание испанской гитарной музыки. Сочинив несколько инструментальных композиций, Марк начал работать вместе с Алексом Руисом, который написал слова к некоторым из мелодий. Марк представил эти песни своему брату Рику, который, осознавая, что они никогда не работали вместе, предложил, чтобы братья дель Кастильо объединили свои творческие способности и таланты. Братья основали группу Del Castillo.
В настоящее время Марк дель Кастильо продолжает писать песни и музыку и выступает в составе группы Del Castillo как гитарист и вокалист. Вместе с братом и друзьями по группе Del Castillo Марк также входит в состав группы Chingon - музыкального коллектива, созданного режиссёром Робертом Родригесом.
Марк и Рик дель Кастильо вошли в число шести музыкантов планеты, участвовавших в презентации гитары Gibson Dark Fire. Братья продемонстрировали новую гитару на мероприятии, состоявшемся в клубе «Antone's» (Остин (Техас)) 15 декабря 2008.

## Инструменты

### Гитары
- Takamine Classical Nylon, модифицированная Питером Марком
- Yamaha APX10NA Classical Guitar, модифицированная Питером Марком (основная гитара)

### Оборудование
- Genz Benz Shen Pro Acoustic Amplifier
- RMC Poly Drive IV Pickup System
- Ernie Ball Volume Pedal
- Boss DD-3 Digital Delay Pedal
- BOSS 7-Band Graphic EQ Pedal
- Boss Tuner Pedal
- Electro-Harmonix "Black Finger" Compressor Pedal
- Jim Dunlop "Mark del Castillo Signature" Tortex Picks (black/gold)
- D'Addario Hard Tension Nylon Strings

## Дискография

### Milhouse
- Milhouse (одноименный дебютный альбом) (1999)

### Del Castillo
- Brothers of the Castle (2001)
- Vida (2002)
- Del Castillo Live DVD (2004)
- Brotherhood (2006)
- Del Castillo (одноименный альбом) (2009)

### Chingon
- Mexican Spaghetti Western (2004)